# Лісець-Мали
Лісець-Мали (пол. Lisiec Mały) — село в Польщі, у гміні Старе Място Конінського повіту Великопольського воєводства.
Населення — 442 особи (2011).
У 1975—1998 роках село належало до Конінського воєводства.

## Демографія
Демографічна структура станом на 31 березня 2011 року:
|          | Загалом | Допрацездатний вік | Працездатний вік | Постпрацездатний вік |
| -------- | ------- | ------------------ | ---------------- | -------------------- |
| Чоловіки | 222     | 55                 | 149              | 18                   |
| Жінки    | 220     | 55                 | 119              | 46                   |
| Разом    | 442     | 110                | 268              | 64                   |